# 西荻窪 三星洋酒堂
《西荻窪 三星洋酒堂》（日语：西荻窪 三ツ星洋酒堂）是由淺井西所創作的日本漫畫作品，並在月刊少女漫畫雜誌《Mystery Bonita》（秋田書店）2020年11月號（2020年10月6日發售）開始連載。

## 故事簡介
位於東京西荻窪的一角，為到訪的客人們提供雞尾酒與罐頭料理的奇怪酒吧。

## 登場人物
雨宮涼一朗
三星洋酒堂的調酒師。從小過著富裕、自由的生活，因「三星洋酒堂」的上任老闆去逝成為契機而擔任的調酒師，並支援現任老闆的小林。理解他人對想做的事情和情感、想對這些受困難煩擾的人們伸出援手的類型。
中内
三星洋酒堂的主廚。曾經在一流餐廳進行料理修行、年紀輕輕已被提拔為主廚。但因自身責任感過強的問題而做成過勞及壓力問題，以致失去味覺。在這情況下，卻被雨宮與小林邀請擔任三星洋酒堂的主廚。擁有職人氣質及高度自尊心，待人待己亦同樣嚴緊，看似容易照顧。
小林
三星洋酒堂老闆。學生時代就以成為小説家作目標。曾經由華麗風光的出道到現時陷入低谷期，現時已寫不出新作品。因祖父去逝為契機去繼承三星洋酒堂，並決定經營三星洋酒堂至祖父遺下的罐頭全數清空。學生時代則是長期成為話題的中心的受歡迎者、曾過著閃亮的青春時代。

## 出版書籍
| 冊數 | 秋田書店      | 秋田書店               | 東立出版社    | 東立出版社                           |
| 冊數 | 發售日期      | ISBN                   | 發售日期      | ISBN                                 |
| ---- | ------------- | ---------------------- | ------------- | ------------------------------------ |
| 1    | 2021年3月16日 | ISBN 978-4-253-26511-9 | 2021年5月26日 | ISBN 978-957-26-6968-6（首刷限定版） |
| 2    | 2022年4月14日 | ISBN 978-4-253-26512-6 | 2023年12月7日 | ISBN 978-626-7185-72-8               |

## 電視劇
本劇預定在2021年2月開始，在毎日放送深夜電視劇時段「電視劇特區」播放。預定在同年2月12日（11日深夜）逢星期五 0時59分 - 1時29分（星期四深夜）播放。主演為町田啟太（劇團EXILE）。本作亦是他首度主演的電視連續劇 。
根據The・ TV Show（ザ・テレビジョン）3月份的調查，本作被選為「沼ドラマ」的第1位。
「每日放送(MBS)與部分電視台和訂閱服務等限定播放的電視劇、2020年秋季日劇「如果30歲還是處男，似乎就能成為魔法師」的出色演技而人氣上升的主演町田啓太，他與劇中其他角色等的好演技所凝造的令人感到人間溫暖的作品而在SNS上引起話題。」。
「電視劇『西荻窪 三星洋酒堂』公式相片BOOK」將預定於2021年4月13日發售。
台灣OTT平台，由friDay影音自2021年2月12前，每週五獨家跟播。

### 演員列表
- 雨宮涼一朗 - 町田啟太（劇團EXILE)（高中生時期： 西垣匠）

在說「如你所願（日語:お気に召すまま)」的同時向客人遞上餐牌，為客人調制適合客人心景的雞尾酒的帥氣調酒師。有一個哥哥。
- 中內智 -  藤原季節[5][6]（高中生時期： 大倉空人）

失去味覺的廚師。偶爾會傾聽客人的說話。單身。
- 小林直樹 - 森崎溫[5][6]（高中生時期： 早坂柊人）

酒吧老闆。與雨宮約定營業到店內罐頭用光爲止。
- 石黑萌香 （酒吧右邊的花店老闆)- 今藤洋子
- 和木一彦（酒吧左邊的書店老闆)- 竹井亮介

#### 酒吧客人
第1集
梶野惠 - 大友花戀
任職廣告公司的年輕設計師
竹本和馬- 松岡廣大
中內的後輩
第2集
淺田佳子- 村川繪梨
演員，中內的同學。
吉岡
裝修工人
淺田的丈夫 - 坂本慶介
第3集
權田司- 近藤芳正
即將退休的上班族。
權田的妻子 - 赤間麻里子
雨宮家的司機-高桑滿
第4集
原田晃- 小久保壽人
搞笑組合「西原團」的前成員。
西寛次- 梶裕貴
原田的前拍檔。
竹本和馬 - 松岡廣大
中內的後輩
雨宮家的司機-高桑滿
雨宮的哥哥 - 増田修一朗
第5集
神田幸平- 前原滉
追逐音樂人夢想的青年。
崎本里奈- 堀田茜
幸平的戀人。
小林的祖父（先任老闆） -大谷亮介
小林美咲- 坂東希
小林的妻子
第6集
才川尚美- 中山美穗
活躍於海外的設計師。
小林的祖父（先任老闆） -大谷亮介
雨宮的哥哥 - 増田修一朗

### 製作人員
- 原作 - 淺井西 『西荻窪 三星洋酒堂』（Mystery Bonita（秋田書店）連載中）
- 導演 - 村尾嘉昭、古林淳太郎、上浦侑奈
- 編劇 - モラル、谷賢一、村野玲子、戶田彬弘
- 片頭曲 - I Don't Like Mondays. 『ENTERTAINER』（rhythm zone）[8]
- 片尾曲 - SARD UNDERGROUND 『細數遠空的星星』（GIZA studio）[9]
- 總製作人 - 丸山博雄
- 製作人 - 村島亘、松本桂子、鹽村香里
- 制作 - TBS SPARKLE
- 製作 - 『西荻窪 三星洋酒堂』製作委員會、毎日放送

### 播放日程
| 集數  | 播放日期  | 播放日期     | 腳本     | 導演       |
| 集數  | 每日放送  | 神奈川電視台 | 腳本     | 導演       |
| ----- | --------- | ------------ | -------- | ---------- |
| 第1集 | 2月12日   | 2月11日      | モラル   | 村尾嘉昭   |
| 第2集 | 2月19日   | 2月18日      | 谷賢一   | 村尾嘉昭   |
| 第3集 | 2月26日   | 2月25日      | モラル   | 古林淳太郎 |
| 第4集 | 3月5日    | 3月4日       | 村野玲子 | 上浦侑奈   |
| 第5集 | 3月 12 日 | 3月11日      | 戸田彬弘 | 古林淳太郎 |
| 第6集 | 3月 19 日 | 3月18日      | 村野玲子 | 村尾嘉昭   |

### 播放電視台
| 播放日期        | 播放時間                         | 電視台       | 播放區域   | 備註              |
| --------------- | -------------------------------- | ------------ | ---------- | ----------------- |
| 2021年2月12日－ | 星期五 0:59 - 1:29（星期四深夜） | 毎日放送     | 近畿廣域圏 | 主頻道            |
| 2021年2月11日－ | 星期四 23:00 - 23:30             | 神奈川電視台 | 神奈川縣   | 提早1小時59分播放 |
| 2021年2月13日－ | 星期六 0:00 - 0:30（星期五深夜） | 千葉電視台   | 千葉縣     |                   |
| 2021年2月18日－ | 星期四 0:00 - 0:30（星期三深夜） | 埼玉電視台   | 埼玉縣     |                   |
|                 | 星期四 22:30 - 23:00             | 栃木電視台   | 栃木縣     |                   |
| 2021年2月18日 - | 星期四 23:30 - 0:00              | 群馬電視台   | 群馬縣     |                   |

台灣由friDay影音獨家跟播，2021年2月12日起每週五凌晨1時上架。香港由hmvod由2021年2月12日起每週五凌晨12時30分上架。

## 外部連結
- 漫画
  - ミステリーボニータ | 秋田書店 （页面存档备份，存于）
- 電視劇
  - ドラマ特区『西荻窪 三ツ星洋酒堂』 | 毎日放送 （页面存档备份，存于）
    - 西荻窪 三ツ星洋酒堂【MBSドラマ特区公式】的X（前Twitter）
    - 西荻窪 三ツ星洋酒堂【ドラマ特区公式】的Instagram帳戶